# Raymond Rognoni
Raymond Rognoni, nato Roch-Raymon Rognoni, conosciuto anche semplicemente come Rognoni (Parigi, 16 agosto 1892 – Parigi, 26 settembre 1965), è stato un attore francese.
Dal 1922 al 1929, fece parte della Comédie-Française.
Fonda a Parigi nel 1924, con lo statuto di associazione, una scuola secondaria destinata a proteggere i giovani attori che non frequentano la scuola, l'École des enfants du spectacle.
Nel 1932 apre una delle prime scuole di cinema in Francia, il Cours d'introduction au cinéma (Corso introduttivo al cinema). Il direttore di una radio conosciuta e un altoparlante sono incaricati dell'« insegnamento del microfono », un'attrice dà lezioni di musica, un regista dei corsi di sceneggiatura, altri tre professori infine corsi di danza e lingue straniere.
Nel 1941 fonda il Centre de jeunesse du spectacle (Centro giovanile dello spettacolo), antenato dell'ENSATT, e lo dirige dal 1941 al 1944.
Durante l'occupazione tedesca della Francia, Raymond Rognoni è un « sostenitore dichiarato della collaborazione con la Germania nazista sotto l'occupazione ». Nel suo libro Le Juif Süss et la propagande nazie: L'Histoire confisquée (2003), lo storico Claude Singer rileva diversi comportamenti senza ambiguità: è la voce francese di uno dei personaggi del film di propaganda nazista Süss l'ebreo uscito nel 1940; recita in un film francese apertamente antisemita, Les corrupteurs, di Pierre Ramelot (1942); « partecipa, a più riprese, ad emissioni di propaganda su Radio-Paris »; infine, nel marzo 1944, presta la sua voce al documentario di propaganda nazista Katyn. Nell'immediato dopoguerra, parte per tre anni in America meridionale prima di riprendere la sua vita parigina nel 1948 e dare lezioni al Théâtre des Mathurins.

## Filmografia
- L'Amour à l'américaine, regia di Claude Heymann e Pál Fejös (1931)
- Una donna al volante (Une femme au volant), regia di Pierre Billon e Kurt Gerron (1933)
- Cameriere per signora (Monsieur Hector), regia di Maurice Cammage (1940)
- Süss l'ebreo (Jud Süß), regia di Veit Harlan (1940)
- Amanti perduti (Les Enfants du paradis), regia di Marcel Carné (1945)